# L'affaire Blaireau
L'affaire Blaireau er en fransk stumfilm fra 1923 af Louis Osmont.

## Medvirkende
- André Brunot som Blaireau
- Émile Saint-Ober som Maître Guilloche
- Marise Dorval som Delphine de Serquigny
- Marcelle Duval som Arabella de Chaville
- Anny Fleurville som Madame de Chaville
- Gaston Gabaroche som Jules Fléchard